# 意大利國家勞工銀行
意大利國家勞工銀行（Banca Nazionale del Lavoro）是一家意大利银行。

## 历史
是一間前身是創辦於1913年的Istituto di Credito per la Cooperazione，1929年收歸國有，1998年重新私有化和於米蘭證券交易所上市，在2006年被法國巴黎銀行收購前為意大利第六大銀行。 意大利國家勞工銀行的阿根廷業務於1960年開始，共有91個分行，並於2006年售予滙豐，併入阿根廷滙豐銀行。

## 外部連結
- BNL官方網頁